# Батилана (Виченца)
Батилана је насеље у Италији у округу Виченца, региону Венето.
Према процени из 2011. у насељу је живело 8 становника. Насеље се налази на надморској висини од 461 м.